# Joaquim José Barbosa
Joaquim José Barbosa (Aracati, 8 de outubro de 1785 — Fortaleza, 30 de outubro de 1847) foi comerciante e político brasileiro.

## Biografia
Era filho de Francisco Xavier Barbosa e de Lourença Maria de Jesus Barbosa, pais de mais dez filhos. Lourença era filha de Vitorino da Silva Câmara e de Joana de Jesus Monte.
Do Aracati, Joaquim seguiu para Pernambuco, a fim de seguir vida religiosa, porém, com a morte do bispo diocesano, retornou para sua província natal, indo se estabelecer como negociante em Sobral e depois em Fortaleza, onde iniciou sua carreira política pelo Partido Liberal. Ocupou cargos importantes, tanto de eleição popular como por nomeação do governo.
Foi cavaleiro da Ordem de Cristo; juiz da Alfândega de Fortaleza, lugar para que o escolheu o voto unânime do comércio; Comandante general do batalhão de voluntários do Príncipe Imperial e, depois que foi jurada a Constituição de 1824, mereceu ser eleito deputado à Assembleia Geral (legislatura de 1825) com Manuel do Nascimento, Castro Viana, Albuquerque, Queirós Carreira, Joaquim Marcelino de Brito, Moura e Marcos Brício. Foi ainda vereador, conselheiro da província, deputado provincial, ocupando por vezes a cadeira da presidência; vice-presidente, da província (1838) por decreto referendado por Eusébio de Queirós, e Diretor Geral dos índios (por Dec. de 24 de janeiro de 1846), referendado por Manuel Alves Branco.
Em 8 de dezembro de 1841, foi assassinado João Facundo de Castro Meneses, líder do Partido Liberal e vice-presidente da província. A mandante do crime foi a esposa do presidente da província, José Joaquim Coelho, conservador, alvo de críticas de seu vice. Joaquim José Barbosa presenciou ao exame de corpo de delito do amigo na qualidade de juiz de paz. Este crime deu início a uma dura perseguição aos liberais. Em julho de 1842, ao lado de outros companheiros, Barbosa foi acusado de tentativa de sedição e de atentar contra a vida de Coelho. Levado a julgamento em 6 de outubro, o júri lhe absolveu da acusação de tentativa de assassinato, mas julgou-o culpado da tentativa de sedição. O júri foi secretariado por Joaquim Ferreira de Sousa Jacarandá, que depois viria a ser acusado de mediar a contratação dos assassinos de João Facundo. O delator foi Bernardo Antônio da Silveira, natural de Caxias, e que havia dois meses fugira de Pernambuco para o Ceará por ter ali assinado termo de bem viver. José Pio Machado foi delegado no processo; Joaquim Mendes da Cruz Guimarães, juiz municipal; e Joaquim Saldanha Marinho, o promotor.
Barbosa permaneceu preso até a sucessão de José Joaquim Coelho, em abril de 1843, por José Maria da Silva Bittencourt, quando foi inocentado pelo Tribunal da Relação de Pernambuco. Faleceu quatro anos depois, às vésperas de 62º aniversário, de lesão cardíaca. Seus restos mortais repousam no corredor esquerdo da Igreja do Rosário, em Fortaleza, onde também estão os de João Facundo.
Foi casado duas vezes. Sua primeira esposa foi Teresa Maria de Castro Barbosa, filha de Francisca Domingas da Costa Castro e Silva e de Antônio José de Castro e Silva, capitão-mor de Fortaleza, portanto, prima-irmã de João Facundo. Daí surgiu o forte vínculo entre ambos. Joaquim e Teresa tiveram três filhos:
- Teresa Leopoldina Barbosa da Fonseca (29 de março de 1812 — 11 de maio de 1890), que se casou com o primo Joaquim da Fonseca Soares Silva, filho de José Fonseca Soares e de Lourença Maria de Jesus, irmã de Barbosa. Avós paternos de Eliéser Studart da Fonseca;[1]
- Joaquim José Barbosa Júnior (16 de março de 1813 — 1849), que se casou com Maria Joana de Castro Meneses, filha de João Facundo. Avós maternos de Guilherme Studart;[2]
- Rufina Cândida de Castro Barbosa (1 de agosto de 1818 — 1899), casada com Tomás Lourenço da Silva Castro, seu primo-terceiro.[3]

Teresa faleceu em 8 de outubro de 1830. Joaquim então contraiu segundas núpcias com sua sobrinha, Vicência Cândida Barbosa, filha de seu irmão João Paulo Barbosa e de Matilde Gurgel Barbosa, nascida em 1847. Vicência permaneceu viúva pelo resto de sua vida e faleceu aos 81 anos de idade, em 10 de julho de 1877.